# Ла Лођа
Ла Лођа (итал. La Loggia) је насеље у Италији у округу Торино, региону Пијемонт.
Према процени из 2011. у насељу је живело 8433 становника. Насеље се налази на надморској висини од 229 м.

## Становништво
| 1936. | 1951. | 1961. | 1971. | 1981. | 1991. | 2001. | 2011. |
| ----- | ----- | ----- | ----- | ----- | ----- | ----- | ----- |
| 1.415 | 1.596 | 2.018 | 4.836 | 5.418 | 6.303 | 6.485 | 8.631 |